# Grand Bassa County
Grand Bassa County är en region i Liberia. Den ligger i den centrala delen av landet, 110 km öster om huvudstaden Monrovia. Antalet invånare är 224 839. Arean är 7 936 kvadratkilometer. Buchanan är dess regionhuvudort.